# Eupholus azureus
Eupholus azureus es una especie de escarabajos de la familia de los curculiónidos.

## Descripción
Eupholus azureus puede alcanzar una longitud de aproximadamente 32 milímetros. Los élitros son más anchos que el tórax en la base y apuntan al ápice. Hay nueve filas de punciones profundas de cierto tamaño a cada lado de los élitros. El escutelo es muy pequeño y redondo. E. azureus es ligeramente negro moteado. El color turquesa deriva de motas muy pequeñas. El tórax muestra dos líneas negras lisas a cada lado del surco medio. Por lo general, hay una o dos bandas transversales (una es más grande) un poco después de la mitad y no llega a la sutura. La sutura, la región escutelar y las bandas transversales son negras. Las patas son azules y las articulaciones de las rodillas son negras. Las antenas están parcialmente cubiertas con pequeños cabellos sensoriales blanquecinos, mientras que el cuerpo de esta es marrón o negro. Esta especie se caracteriza por prersentar dimorfismo sexual, con machos que tienen un pronoto más ampliamente redondeado y cónico que las hembras.

## Distribución
Esta especie se puede encontrar en selvas tropicales de baja altitud de Papúa Nueva Guinea.